# Elateropsis rugosus
Elateropsis rugosus là một loài bọ cánh cứng trong họ Cerambycidae.